# جون كيلي (سياسي أيرلندي)
جون كيلي (بالإنجليزية: John Kelly)‏ هو سياسي أيرلندي، ولد في 2 فبراير 1960 في جمهورية أيرلندا. حزبياً، نشط في حزب العمال (جمهورية أيرلندا). وقد انتخب عضو مجلس الشيوخ من أيرلندا عن دائرة اللجنة الإدارية ‏ وقد انضم خلال فترته النيابية ‏ (25 مايو 2011 – 9 فبراير 2016)  للكتلة البرلمانية حزب العمال (جمهورية أيرلندا).